# Docteur Phantom
Docteur Phantom é um seriado mudo francês de 1910, gênero policial, dirigido por Victorin-Hippolyte Jasset, em 6 capítulos, produzido pela Société Française des Films Éclair.

## Capítulos
1. A Sister's Sin (1910)[5]
2. La fièvre jaune (1910)[6]
3. Les mémoires du Docteur Phantom (1910)[7]
4. Sauvé par sa science (1910)[8]
5. Séquestrée (1909)[9]
6. The Devil Woman (1910)[10]

## Histórico
Mediante o sucesso alcançado pelo seriado Nick Carter, le roi des détectives, de 1908, a Éclair investiu em novos seriados, ainda sob a direção de Victorin-Hippolyte Jasset. A França foi, portanto, a iniciadora desse gênero de filmes em série, que abriria caminho para o desenvolvimento dos seriados estadunidenses, a partir de 1912, quando o Edison Studios produziu What Happened to Mary, além de influenciar o gênero cinematográfico de outros países, tais como a Alemanha, que produziria, em 1910, Arsene Lupin contra Sherlock Holmes.

## Seriado no Brasil
O seriado foi exibido pela primeira vez no Brasil em 5 de abril de 1910, no Íris Theatre, em São Paulo, pela Empresa Ruben Guimarães e Cia, sob o título Memórias do Doutor Phantom.